# Brühlsches Palais

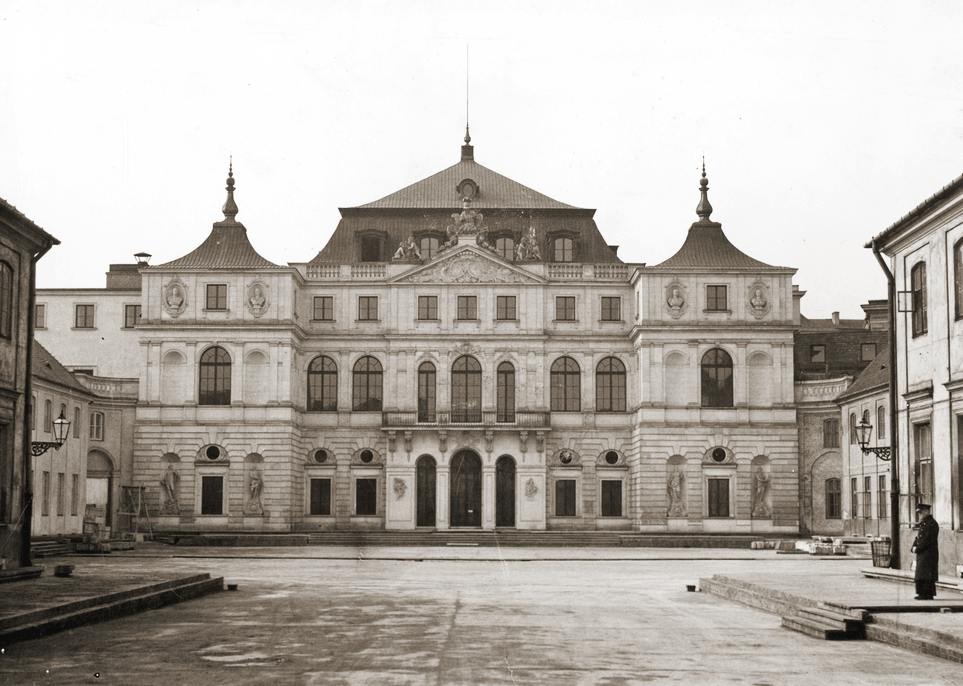
Ansicht des Brühlschen Palais vor dem Zweiten Weltkrieg

Das Brühlsche Palais (polnisch Pałac Brühla) war ein Barockschloss in Warschau aus dem 17. Jahrhundert an der Sächsischen Achse nördlich des barocken Sächsischen Gartens am Sächsischen Platz (heute Piłsudski-Platz). Nach einem Beschluss der polnischen Regierung wird das Brühlsche Palais ab 2026 rekonstruiert.

## Geschichte
Das Schloss wurde dort von Jerzy Ossoliński von 1639 bis 1642 errichtet. Danach ging der Palast in den Besitz der Magnatenfamilie Lubomirski über. Józef Karol Lubomirski ließ Tylman van Gameren das Ossoliński-Palais von 1681 bis 1696 ausbauen. Seinen Namen verdankt es dem sächsischen Premierminister Heinrich von Brühl, der den Palast 1750 erwarb. Es folgte 1754 ein umfangreicher Umbau unter Johann Friedrich Knöbel und Joachim Daniel von Jauch, der 1759 abgeschlossen wurde. 1787 bis 1788 wurde das Stadtschloss unter Dominik Merlini erneut umgestaltet. Nachdem es in der Zwischenkriegszeit als Sitz des polnischen Außenministeriums gedient hatte, wurde das Schloss 1944 nach dem Warschauer Aufstand von der Wehrmacht gesprengt. Ein Wiederaufbau ist geplant.
Im September 2018 kündigte die polnische Regierung an, das Brühlsche Palais als zukünftigen Sitz des Außenministeriums wiederaufzubauen. Die Rekonstruktion des Brühlschen Palais soll 2026 beginnen und 2030 fertiggestellt werden.